# Sankt Johannesgatan

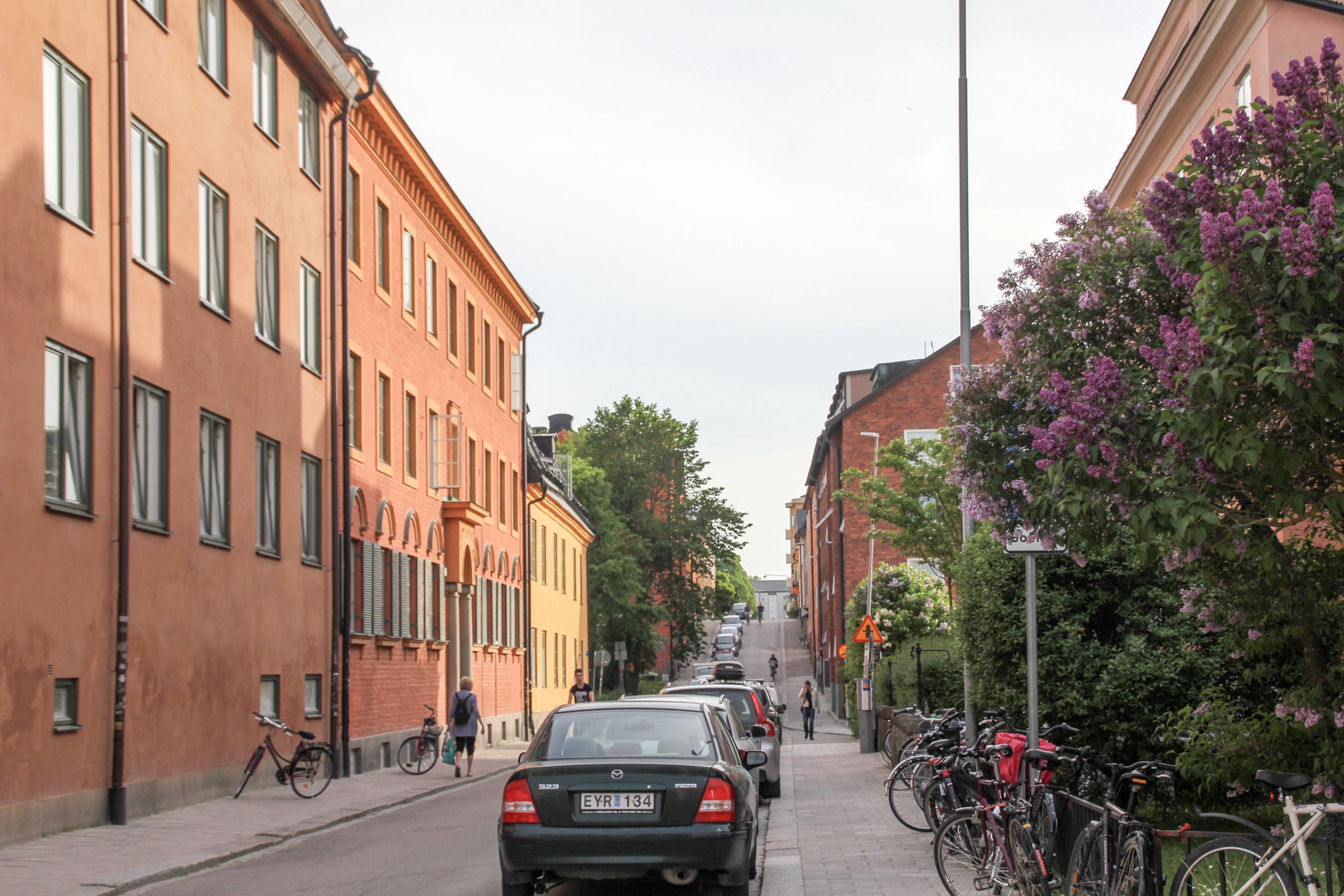
S:t Johannesgatan mot nordväst 2016.

Sankt Johannesgatan är en gata i Uppsala i Uppland.

## Historia
Gatan hade 1671 två namn, S:t Nikolai gata och S:t Johannesgatan. På kartan från 1702 står bara S:t Johans gata. Namnen härstammar från Nikolaus, ett helgon som enligt traditionen var biskop på 300-talet i Mindre Asien, samt aposteln Johannes.

## Utsträckning
S:t Johannesgatan löper från Fyrisån i Fjärdingen över Uppsalaåsen till Helsingforsgatan på Kungsgärdet. Avsnittet mellan Kyrkogårdsgatan (länsväg C 602) och Krongatan/Tiundagatan (väg C 5006) är väg C 5003, en av Vägverket rekommenderad led för tunga lastbilar och andra större fordon vid färd genom tätorten Uppsala. Vägnumret 5003 skyltas inte och sätts inte ut på allmänna vägkartor.

## Byggnader, parker och kvarter

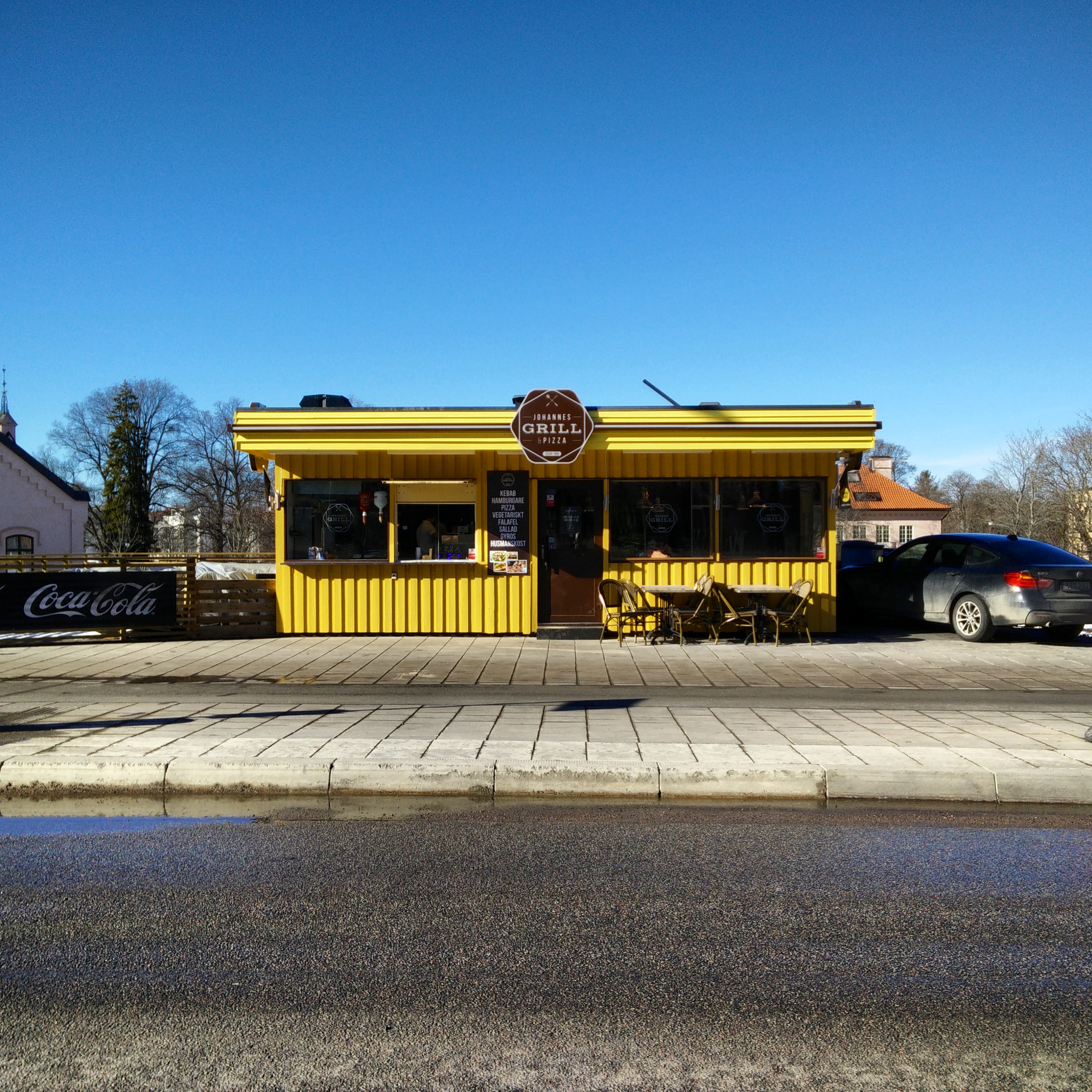
S:t Johannes grill, tämligen nyrenoverad 2017.

Vid gatans början, vid Fyrisån och Järnbron, ligger KFUM-borgen där Orphei Drängar också har sin hemmabas. Gatan passerar Sysslomansgatan vid Kvarteret Ånäbben och Uplands nation och passerar sedan S:t Larsgatan vid Göteborgs nation. Ett kvarter bort ligger Norrbyska studenthemmet.
Uppe på Uppsalaåsen återfinns mot söder Uppsala gamla kyrkogård och mot norr Observatorieparken, och därefter tar Kungsgärdet vid med Kungsgärdets sjukhus, och studentbostadsområdena Triangeln, Studentvägen och Rackarberget. 
Vid Gamla kyrkogården mot Observatorieparken ligger också S:t Johannes grill, ett gatukök som var med i filmen om Lasermannen.